# Queenie McKenzie
Queenie McKenzie, auch Queenie McKenzie Nakarra genannt, (* 1912, 1915 oder 1930 in den Old Texas Downs am westlichen Ord River im östlichen Kimberley; † November 1998) war die erste bekannte und anerkannte Aborigine-Malerin der East Kimberley School in Australien.

## Leben
Queenie McKenzie kam auf einer Viehstation in den Old Texas Downs zur Welt. Ihre Mutter Old Dinah war eine Aborigine des Malngin/Gurindji-Stammes. Ihr Vater war ein weißer Pferdezureiter. Er wollte der Mutter das Baby wegnehmen, aber ihre Mutter weigerte sich. Mehrmals kam Polizei, um der Mutter das Mädchen wegzunehmen und in ein Heim zu geben, was damals übliche Politik für Mischlinge war (siehe auch den Film Long Walk Home). Ihre Mutter wusste dies jedoch stets zu verhindern. So hat sie laut Überlieferungen das Baby regelmäßig mit Ruß eingerieben, um die helle Hautfarbe zu verbergen. Als die Old Texas Station, auf der sie lebten, durch eine Flut zerstört wurde, zog die Familie auf die Viehstation der New Texas Downs um, die am Turkey River liegt. McKenzie wuchs mit dem Gija-Stamm der Aborigines auf, daher war Gija ihre erste Sprache.
In den Texas Downs freundete sich McKenzie mit dem Maler Rover Thomas an, den sie auch heiratete. 1954 rettete sie ihm das Leben: Bei einem Sturz vom Pferd verlor Thomas ein Stück seiner Kopfhaut. McKenzie nähte das Stück so kunstvoll an, dass die Ärzte sie bewunderten. Später verwendete sie dieses Ereignis als Motiv für einige Bilder.
McKenzie hatte keine eigenen Kinder, aber soll sich stets um andere Kinder gekümmert haben, die drohten alleingelassen zu verwahrlosen. Sie war vierzig Jahre lang die Köchin der Viehtreiber in den New Texas Downs.
1973 zog sie mit Thomas Rover in die Warmun Community um. Dort war sie Stadträtin und unterrichtete an der Schule in der Gija-Sprache. Sie engagierte sich auch bei der Tradierung der Zeremonien der Aborigines und war eine gute Sängerin und Tänzerin.
Sie setzte sich ein für die Rückübereignung des Landes an die Aborigines.

## Werk
Durch das Werk von Rover Thomas wurde sie angeregt, selbst zu malen. Sie begann damit aber spät in ihrem Leben Ende der 1980er Jahre.
Queenie McKenzie wurde die erste Frau, die für die Malschule der östlichen Kimberleys bekannt wurde. Sie verwendete natürliche Pigmente in unterschiedlichen Farben, die von ihr selbst gemahlen wurden. Ihre Bilder waren immer mit der Landschaft der Kimberleys verbunden und auf monochromen Untergrund gemalt. Sie zeigte darin Ereignisse, traditionelle und aktuelle Geschichten, die mit mythologischen Informationen unterlegt waren. Sie nutzte hierfür einfache und klare Formen. Queenie McKenzies Bilder spiegeln die Auseinandersetzung um das Recht und die Kultur der östlichen Kimberleys wider.
Sie engagierte sich besonders stark in den 1980er Jahren darin, ihr kulturelles und fachliches Wissen an die Frauen und an die heranwachsenden Maler weiterzugeben. Sie war wesentlich daran beteiligt, dass das Art Centre for Gija Artists in der Warmun Community bis ins Jahr 1988 aufgebaut werden konnte. Ihre Anerkennung kann auch daran abgelesen werden, dass sie mehrere Spitznamen hatte: Mingmarriya (deutsch: Kalksteinland), wegen ihrer hellen Haut, und Garagarag, wegen ihrer blonden Haare.
1995 begann sie zu drucken in Zusammenarbeit mit Theo Tremblay.
McKenzies Werk wurde häufig ausgestellt und war z. B. 1992 vertreten auf der Gemeinschaftsausstellung Power of the Land, Masterpieces of Aboriginal Art in der National Gallery of Victoria. 1997 konnte sie in Melbourne ihre Werke schließlich in einer Einzelausstellung in Melbourne präsentieren.
Einige Monate nach ihrem Tod wurde sie für ihr Leben und Werk mit dem Titel „Living Treasure“ ausgezeichnet.

## Ausstellungen (Auswahl)
- 1991 Art Gallery of New South Wales
- 1991, 1992, 1993 und 1998 Museum and Art Gallery of Northern Territory, Darwin
- 1992, 1994, 1996 und 1997 National Gallery of Victoria, Melbourne
- 1994 und 1998 Old Parliament House, Canberra
- 1994 und 1996 Fremantle Arts Centre, Western Australia
- 1996 und 1997 William Mora Gallery, Melbourne
- 1997 Songlines in der Art Gallery, San Francisco, USA
- 1999 Fine Arts Museums of San Francisco, USA
- 1999 Myer Gantner Collection, USA
- 2000 Flinders University Art Museum, Adelaide